# Foresta delle scimmie di Ubud

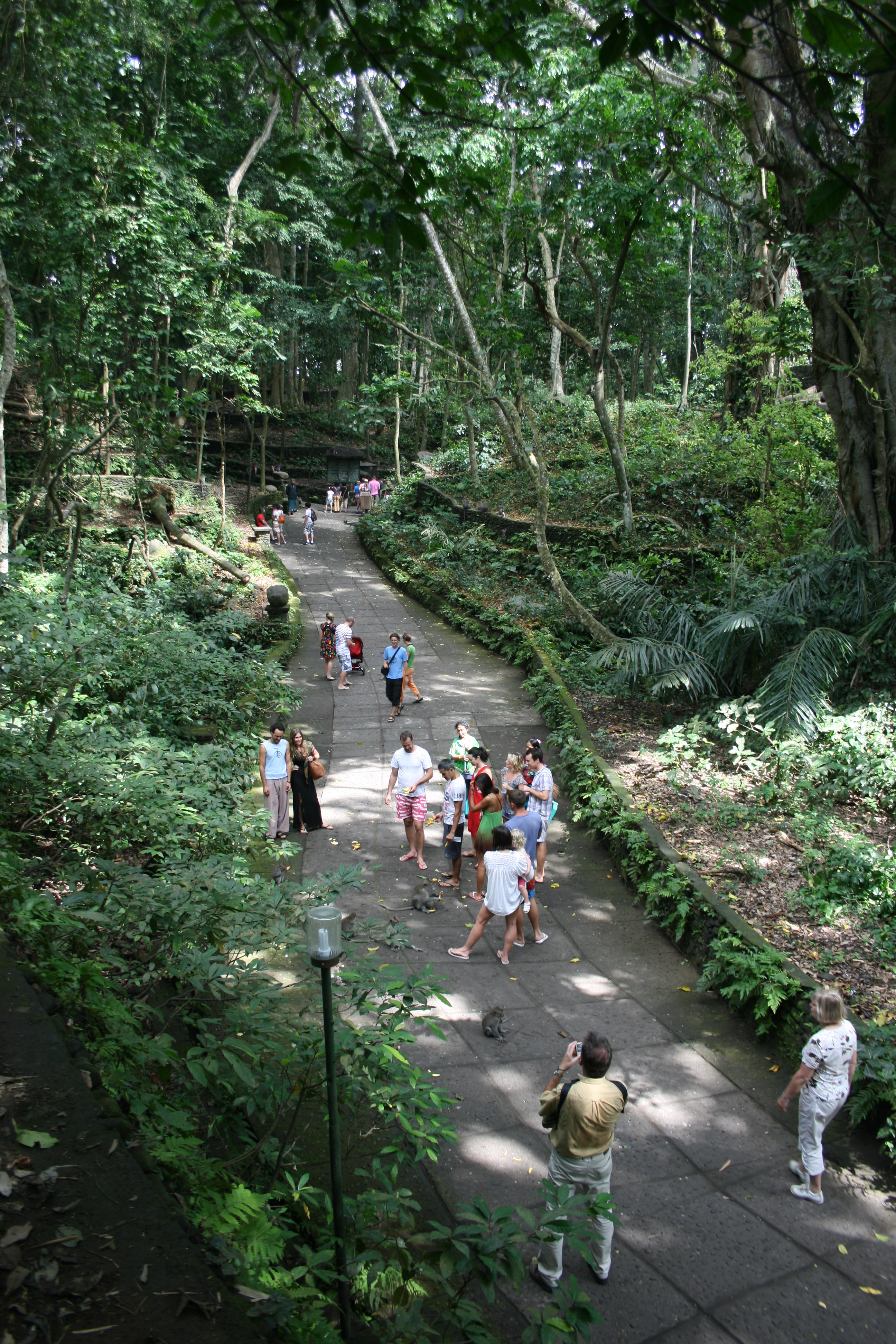
Visitatori danno da mangiare alle scimmie nella foresta

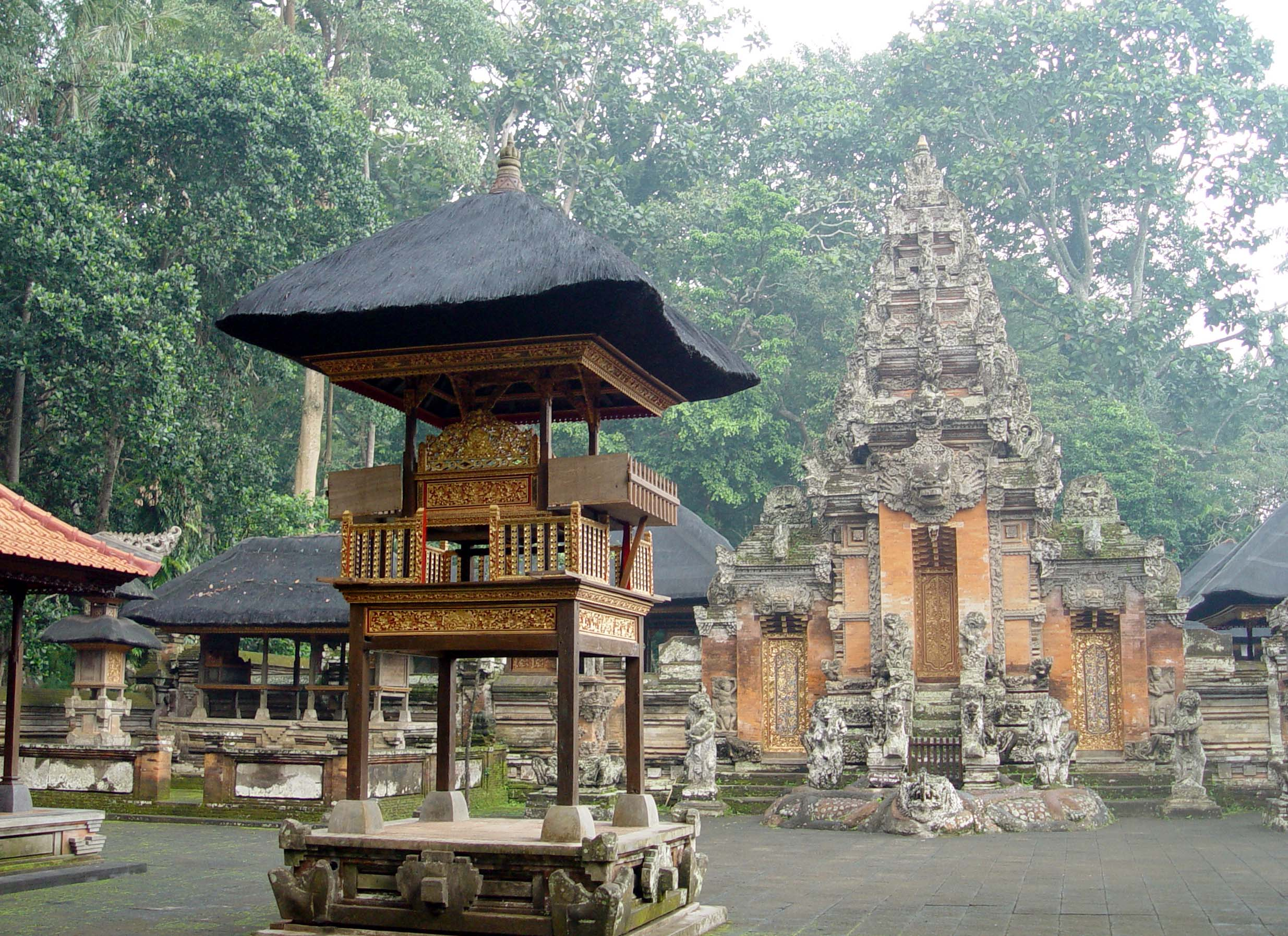
Tempio di Dalem Agung Padangtegal

Mandala Suci Wenara Wana o Foresta delle scimmie di Ubud è un habitat della scimmia dalla lunga coda balinese a Padangtegal (Ubud), sull'isola di Bali, in Indonesia.
Considerata un santuario, vi vivono circa 1200 macachi di Giava, divisi in 10 gruppi: Gruppo del tempio principale, Gruppo Selatan, Gruppo nuovo della foresta, Gruppo Ashram, Gruppo centrale, Gruppo orientale, Gruppo Michelin, Gruppo Utara, Gruppo cimiteriale, Gruppo Atap. Ogni gruppo è composto da 110-230 esemplari, comprendenti varie fasce d'età. Le scimmie sono completamente abituate alla presenza umana, risultando, anzi, particolarmente aggressive e fastidiose, arrivando anche ad aprire borse e zaini alla ricerca di cibo o di altri oggetti ritenuti di valore.
Nel santuario è presente anche un piccolo numero di esemplari di Sambar dalla criniera, una specie di cervo nativo dell'isola di Timor.
All’interno dei 12,5 ettari di estensione si trovano tre templi induisti, costruiti intorno al 1350: il Pura Dalem Agung Padangtegal (tempio funerario dedicato ad Acintya impersonificato in Šiva), il Pura Beji (contenente una sorgente sacra e dedicato ad Acintya impersonificato nel Gange), e il Pura Prajapati (dedicato a Acintya impersonificato in Prajapati). Nei pressi del Pura Prajapati si trova un cimitero che accoglie i corpi dei defunti nell’attesa di una cremazione rituale che avviene ogni cinque anni.
Nella foresta si trovano 115 specie diverse di alberi. L'albero più importante è il Pule Bandak, dai rami del quale si ricavano delle maschere rituali utilizzate unicamente all'interno del santuario.
I proprietari del posto sono la comunità di Padangtegal ed è gestito dal "Mandala Suci Wenara Wana Management". Lo scopo di chi lo gestisce è di mantenere il luogo sacro e promuovere turisticamente a livello internazionale lo stesso.